# Caenanthura ibex
Caenanthura ibex is een pissebed uit de familie Anthuridae. De wetenschappelijke naam van de soort is voor het eerst geldig gepubliceerd in 2008 door Bamber.